# El paso de la laguna Estigia
El paso de la laguna Estigia o Caronte cruzando la laguna Estigia es quizá la obra más famosa del pintor flamenco Joachim Patinir. Fue realizada hacia el año 1520. Es un cuadro sobre tabla de 64 cm de alto y 103 cm de ancho. Se conserva en el Museo del Prado de Madrid, España.
Esta pintura representa el tema clásico relatado por Virgilio en su Eneida (libro 6, verso 369) y Dante en el Inferno (libro 3, verso 78) en el centro del cuadro dentro de las tradiciones cristianas del Juicio Final y el Ars moriendi. La figura más grande de la barca es Caronte, quien «pasa las almas de los muertos a través de las puertas del Hades» (Smith 320). El pasajero en la barca, demasiado pequeño para distinguir sus expresiones, es un alma humana decidiendo entre el Cielo, a su derecha (la izquierda del espectador), o el Infierno, a su izquierda (la derecha del espectador). La laguna Estigia divide la pintura por el centro. Es uno de los cuatro ríos del mundo subterráneo que pasa por la parte más profunda del infierno. En el lado izquierdo de la pintura está la fuente del Paraíso, el manantial del que surge el río Leteo a través del Cielo: «el agua del Leteo tiene el poder de hacer que uno olvide el pasado y concede la eterna juventud» (Battistini 210). En el lado derecho de la composición está la visión que Patinir tiene del Infierno, que se debe ampliamente a las influencias de El Bosco. Adapta la descripción del Hades, en que, «según el escritor griego Pausanias, una de las puertas estaba ubicada en el extremo meridional del Peloponeso, en una ensenada todavía visible en el cabo Matapan» (Battistini 213). En frente de las puertas está Cerbero, un perro de tres cabezas, que guarda la entrada de la puerta y asusta a todas las almas potenciales que entran en el Hades. El alma de la barca al final elige su destino mirando hacia el Infierno e ignorando al ángel en la orilla del río en el Paraíso que le hace señas para que se acerque al más dificultoso sendero que lleva al Cielo (Devisscher). 